# Zurab Kokojew
Zurab Riewazowicz Kokojew (ros. Зураб Ревазович Кокоев; ur. 14 lutego 1959 w Cchinwali) – osetyński przedsiębiorca i polityk, p.o. premiera Osetii Południowej od maja do 5 lipca 2005 roku.
W 1982 ukończył Osetyjski Instytut Pedagogiczny. Od 1982 do 1984 służył w armii. Następnie do 1991 pracował w administracji Komsomołu kolejno jako: sekretarz w szkole, instruktor, pierwszy sekretarz w Cchinwali. W 1991 został drugim sekretarzem partii komunistycznej w Cchinwali. Później do 2002 prowadził przedsiębiorstwo, a od 2002 do 2004 pracował w administracji stolicy Osetii Południowej.
W 2003 założył partię Jedność, którą kieruje do dziś. Od października 2003 do grudnia 2005 był wicepremierem, od maja do sierpnia 2005 tymczasowo kierował pracami rządu. W 2009 został wiceprzewodniczącym parlamentu, 3 października 2011 tymczasowo został jego przewodniczącym.
Żonaty, ma córkę.